# Philodromus guineensis
Philodromus guineensis är en spindelart som beskrevs av Jacques Millot 1942. Philodromus guineensis ingår i släktet Philodromus och familjen snabblöparspindlar. Inga underarter finns listade i Catalogue of Life.